# گورنگا تسرنیشاوا
گورنگا تسرنیشاوا (به صربی: Gornja Crnišava) یک روستا در صربستان است که در Trstenik واقع شده‌است. گورنگا تسرنیشاوا ۴۳۰ نفر جمعیت دارد.